# Солдатёнковы

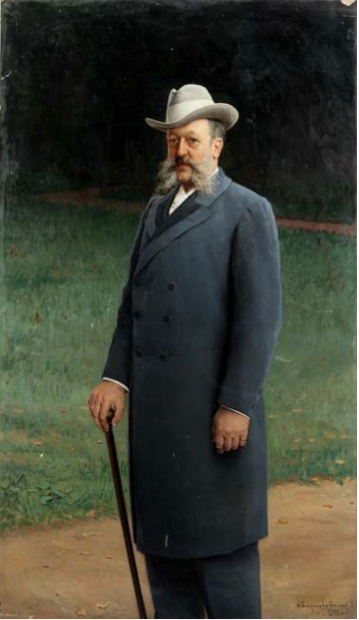
Портрет В. И. Солдатёнкова работы Н. П. Богданова-Бельского, 1898

Салдатёнковы  — династия московских купцов, затем дворянский род.

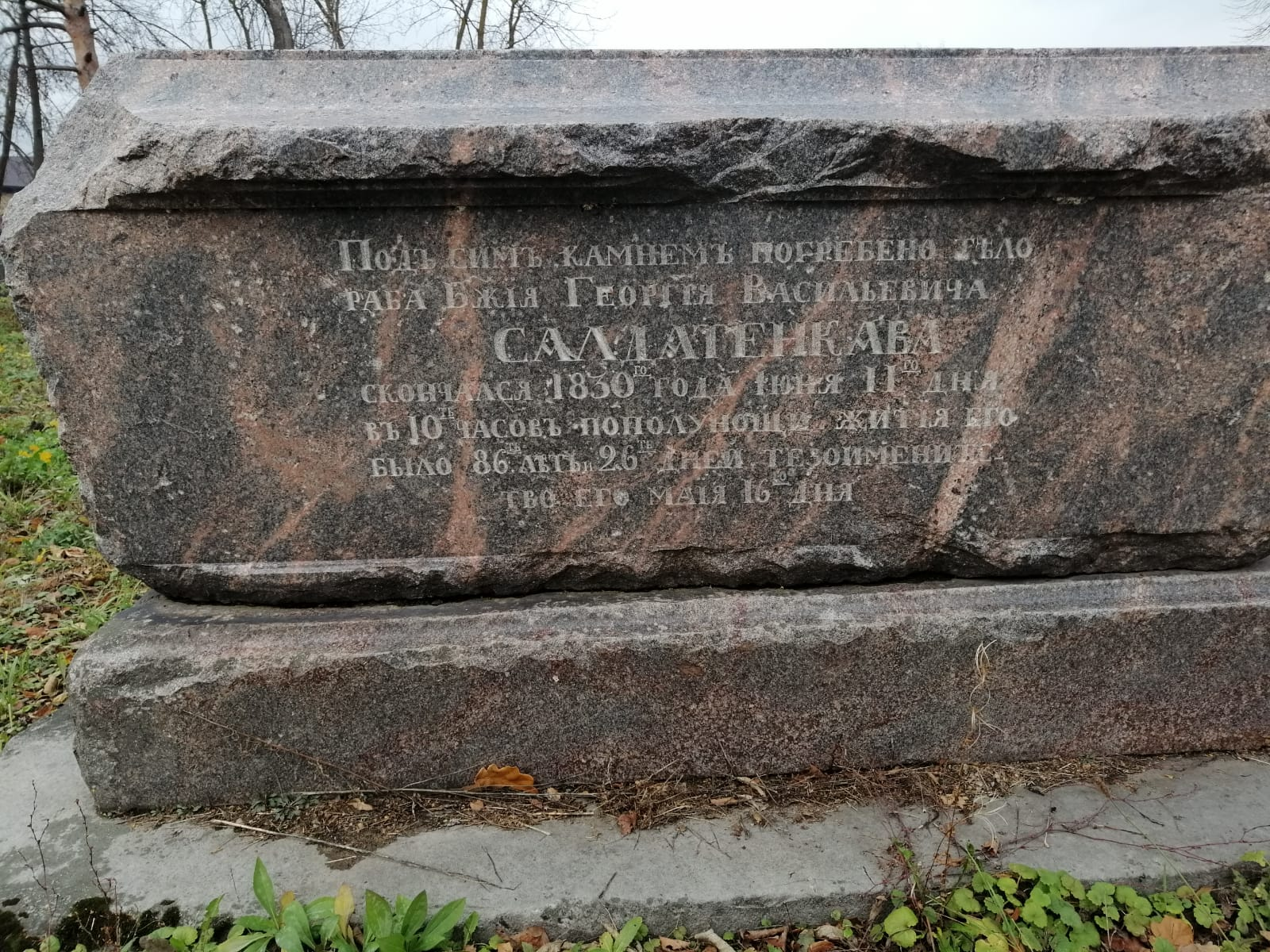
Надгробие на могиле купца Георгия Васильевича Салдатенкава, Прокунинское кладбище, Павловский Посад

Потомство Егора (по святцам Георгий) Васильевича Салдатенкова (27.05.1744—23.06.1830), из крестьян дер. Прокунино Вохонской волости (ныне в черте города Павловский Посад) Московской губернии, впоследствии купца второй гильдии. 
Его сыновья Терентий Егоровича(1772?—1850?) и Константин Георгиевич  (1773?—1834?) — купцы первой гильдии с 1825 г. Владели ткацкой фабрикой и торговали тканями.
Сын Терентия Егорович — Козьма Терентьевич (1818—1901) — московский предприниматель, книгоиздатель и владелец художественной галереи, основатель Солдатёнковской больницы в Москве.
Другой сын — Иван Терентьевич (1812—1852).
Дочь Константина Егоровича Мария Константиновна (1809—1870) — жена купца-старообрядца Ф. И. Симонова, мать М. Ф. Морозовой (1830—1911) — одной из самых ярких российских женщин купеческого происхождения, известной своим влиянием в обществе.
Сын Ивана Терентьевича Василий Иванович Солдатёнков (1847—1910), после смерти отца был воспитан дядей, Козьмой Терентьевичем. Служил чиновником особых поручений при Министерстве внутренних дел, действительный статский (впоследствии — тайный) советник, 18.11.1892 г. жалован дипломом на потомственное дворянское достоинство, с детьми Варварой, Василием (1879—1944), Козьмой (1880—1943), Надеждой и Александром.
Сын Кузьмы Васильевича — Василий Кузьмич (1912—1973) — офицер связи французской армии, адъютант, переводчик, общественный деятель. Его жена — Анастасия Владимировна (рожд. Савицкая; 1915—2008).

## Описание герба
В лазуревом щите серебряный столб. В нём один под другим четыре сломанных наконечника от стрел. По бокам щита в лазуревом поле по золотой шестиугольной звезде.
На щите дворянский коронованный шлем. Нашлемник: два чёрных орлиных крыла. Намёт на щите справа чёрный, подложен серебром, слева лазуревый, подложен золотом. Девиз: «ИДУ ПРЯМЫМ Путём» золотыми буквами на лазуревой ленте.